# Maria Hamilton
Księżna Maria Wiktoria Festetics de Tolna z domu lady Douglas-Hamilton, primo voto dziedziczna księżna Monako (lady Mary Victoria Douglas-Hamilton, ur. 11 grudnia 1850 w Pałacu Hamilton w Hamilton, Szkocja, zm. 14 maja 1922 w Budapeszcie) - lady Hamilton-Douglas z dynastii Douglas, córka Wilhelma, 11. księcia Hamilton i jego żony, księżnej Marii Amelii; w latach 1869-1880 dziedziczna księżna Monako jako żona Alberta I, księcia Monako; w latach 1880-1911 hrabina, a następnie od 1911 księżna Festetics de Tolna jako żona księcia Tasziló Festetics de Tolna.
Maria urodziła się w Hamilton jako trzecie dziecko Wilhelma, 11. księcia Hamilton i Marii Amelii, księżnej Hamilton.
W 1869 poślubiła Alberta, dziedzicznego księcia Monako, z którym miała syna: Ludwika II, księcia Monako (ur. 1870, zm. 1949). Małżeństwo zakończyło się rozwodem w 1880. W 1880 poślubiła hrabiego Tassilo Festetics de Tolna, z którym miała czworo dzieci: hrabiankę Marię (ur. 1881, zm. 1953), księcia Jerzego (ur. 1882, zm. 1941), hrabiankę Aleksandrę (ur. 1884, zm. 1963) i hrabiankę Karolę (ur. 1888, zm. 1951). Małżeństwo zakończyło się śmiercią księżnej w 1922.
Od urodzenia nosiła tytuł lady Douglas-Hamilton. W czasie małżeństwa z księciem Albertem tytułowana była jako Jej Książęca Wysokość Dziedziczna Księżna Monako. W latach 1880–1911 przysługiwał jej tytuł Hrabiny Marii Festetics de Tolna. W 1911 król Węgier nadał jej mężowi tytuł księcia Festetics de Tolna.
W 1922 jej najstarszy syn został księciem Monako. Maria jest przodkinią współczesnych członków monakijskiej rodziny książęcej, w tym panującego od 2005 roku księcia Alberta II, czeskiego polityka i ministra spraw zagranicznych Karela Schwarzenberga, włoskiej aktorki i projektantki biżuterii Iry von Fürstenberg oraz włoskiego projektanta mody, księcia Egona von Fürstenberg. 
Zmarła w 1922 w Budapeszcie. Została pochowana w kościele parafialnym w Keszthely, a w 1925 trumnę z jej ciałem przeniesiono do Mauzoleum Festetics na terenie Pałacu Festetics w Keszthely.

## Powiązania rodzinne
Maria urodziła się 11 grudnia 1850 w Pałacu Hamilton w Hamilton w Szkocji.
Jej rodzicami byli Wilhelm, 11. książę Hamilton i jego żona, Maria Amelia, urodzona jako księżniczka Badenii.
Jej dziadkami byli ze strony ojca Aleksander, 10. książę Hamilton, polityk i kolekcjoner sztuki i jego żona, Zuzanna, córka pisarza Williama Beckforda; natomiast ze strony matki Karol, wielki książę Badenii i jego żona, Stefania, adoptowana córka Napoleona Bonaparte.
Miała dwóch starszych braci: Wilhelma, 12. księcia Hamilton i Karola, 5. hrabiego Selkirk.

## Życie prywatne
Maria po raz pierwszy spotkała Alberta, markiza Baux, następcę monakijskiego tronu, syna Karola III, księcia Monako i Antoinette, księżnej Monako w 1869 w Paryżu na balu organizowanym przez Napoleona III, cesarza Francuzów i cesarzową Eugenię. To Napoleon III zasugerował, że Maria byłaby odpowiednią kandydatką na żonę księcia. Jej rodzina miała pochodzenie arystokratyczne i była spokrewniona z większą europejskich dynastii królewskich. 
Para zawarła związek małżeński miesiąc po swoim pierwszym spotkaniu, 21 września 1869 na Zamku Marchais w regionie Hauts-de-France we Francji. Maria miała niespełna dziewiętnaście lat. Otrzymała tytuł Jej Książęcej Wysokości Dziedzicznej Księżnej Monako i przeprowadziła się do księstwa. Małżeństwo okazało się jednak nie być udane. Księżna miała nie lubić swojego męża, nie podobało się jej również Monako i wybrzeże Morza Śródziemnego, ponieważ znacznie różniło się od jej rodzinnej Szkocji. Będąc w ciąży wyjechała do Badenii, do rodzinnego domu matki, gdzie 12 lipca 1870 urodziła syna i przyszłego następcę tronu, księcia Ludwika Honoriusza Karola Antoniego.
W Maria i Albert 1880 otrzymali kościelne stwierdzenie nieważności małżeństwa, natomiast rozwodu udzielił im ojciec Alberta, książę Karol III. Ich syn wychowywany był w Badenii przez babkę, a swojego ojca poznał, gdy miał jedenaście lat. Wówczas pojechał do Monako, gdzie miał być przygotowywany do roli władcy księstwa.
2 czerwca 1880 we Florencji Maria zawarła związek małżeński z hrabią Tassilo Festetics de Tolna, węgierskim arystokratą, synem hrabiego Jerzego i hrabiny Eugenii. 
24 maja 1881 urodziła się w Baden-Baden pierwsza córka pary, hrabianka Maria Matylda Georgina, która później została żoną księcia Karola Fürstenberg.
4 sierpnia 1882 w Baden-Baden przyszedł na świat ich syn, hrabia Jerzy Taszilo Józef.
1 marca 1884 urodziła się druga córka, hrabianka Aleksandra Olga Eugenia. Była ich ostatnim dzieckiem, którego narodziny miały miejsce w Baden-Baden.
Najmłodsza córka Marii, hrabianka Karola Fryderyka Maria przyszła na świat w Wiedniu 17 stycznia 1888.
Jej małżeństwo z hrabią, a od 1911 księciem trwało do jej śmierci w 1922 roku.

## Członkini rodzin książęcych
Maria urodziła się w czasie, gdy jej ojciec nosił tytuł markiza Douglas i Clydesdale; w 1852 odziedziczył po ojcu tytuł 11. hrabiego Hamilton. Uprawniona była do używania tytułu lady Douglas-Hamilton.
Po ślubie z monakijskim księciem wzięli udział w Paris Autumn Races, a następnie udali się na swój miesiąc miodowy do Baden-Baden. Miała tam wówczas miejsce wojna pomiędzy Francją i Prusami. Księżna szybko odkryła, że jest w ciąży; dodatkowo cierpiała z powodu niepowściągliwych wymiotów ciężarnych. Para pojechała do Monako latem 1869, natrafiając na okres żałoby po wuju Alberta, 1. księciu Urach. W pałacu przebywała owdowiała ciotka Alberta, księżniczka Florestyna.
W styczniu 1870 matka Marii zaplanowała swój wyjazd z księstwa i powrót do rodzinnej Badenii. Ciężarna księżna chciała opuścić Monako razem z matką i zaproponowała wyjazd również swojemu mężowi, który nie zgodził się pojechać z nimi. Hamilton opuściła księstwo, a jej syn i następca tronu urodził się poza granicami państwa, którym miał w przyszłości rządzić. Albert odmówił przyjazdu i poznania swojego dziecka, zamiast tego wstępując do Royal Navy.
Przez kolejne pięć lat małżonkowie nie mieli ze sobą żadnego kontaktu, jednak Maria regularnie wymieniała listy z babcią swojego męża, Marią Karoliną, księżną-wdową Monako. Wkrótce poznała i zakochała się w węgierskim hrabiu Tassilo Festetics de Tolna. Wobec tego wystąpiła do Watykanu o kościelne stwierdzenie nieważności jej małżeństwa z Albertem, co pozwoliłoby Ludwikowi zachować status potomka dynastycznego i odziedziczyć monakijski tron (Albert nie miał innych legalnych dzieci). Dziedziczny książę Monako wyraził zgodę na rozwód.
Maria, która już spodziewała się dziecka hrabiego, wzięła z nim ślub w czerwcu 1880; przy czym jej małżeństwo unieważniono w kościele 28 lipca tego samego roku.
W 1891 książę Ludwik przeniósł się do Monako i poznał swojego ojca. Tam był przygotowywany do pełnienia funkcji władcy państwa.
Po ślubie z hrabią Festetics de Tolna Maria zamieszkała w Pałacu Festetics w Keszthely nad jeziorem Balaton. Małżonkowie często gościli tam brata Marii, księcia Wilhelma; przyjaźnili się również z księciem Walii. Księżna sprowadziła do pałacu liczne dzieła sztuki, pochodzące z kolekcji jej ojca w Hamilton, rozbudowała ogrody i uzupełniła zbiory biblioteki Helikon.
W 1911 król Węgier nadał jej mężowi tytuł księcia.
Jej syn, Ludwik, wstąpił na monakijski tron miesiąc po śmierci swojej matki.

## Śmierć

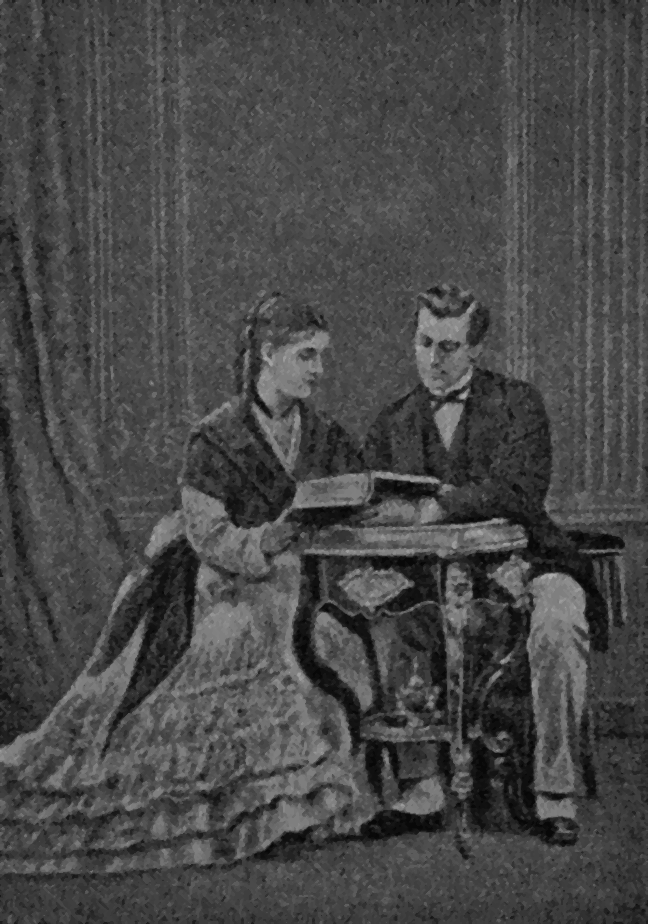
Maria ze swoim pierwszym mężem, Albertem

Maria Wiktoria zmarła w stolicy Węgier, Budapeszcie dnia 14 maja 1922.
Trumna z jej ciałem została pierwotnie umieszczona w parafialnym kościele w Keszthely, gdzie przebywała przez ponad trzy lata. 2 listopada 1925 ukończono budowę Mauzolem Festetics na terenie Cmentarza Świętego Mikołaja w Keszthely i Maria Wiktoria została pierwszą członkinią książęcej rodziny Festetics, która została pochowana w tym mauzoleum.

## Genealogia
Ze strony ojca Maria Wiktoria była potomkinią klanu Douglas; jej przodkami byli kolejni książęta Hamilton, w tym 4. książę, Jakub, szkocki dyplomata. Była praprawnuczką 6. hrabiego Galloway i 4. hrabiego Aboyne, a także wnuczką Williama Beckforda, angielskiego pisarza, którego ojciec był lordem majorem Londynu, a dziadek, Piotr, zajmował się kolonizacją Jamajki.
Ze strony matki spokrewniona była z wieloma europejskimi rodami królewskimi i książęcymi. Najstarsza siostra matki była żoną Gustawa, następcy tronu Szwecji i Finlandii, tytularnego księcia Wazy. Kolejna siostra ojca miała sześcioro dzieci, a wśród nich królową Portugalii oraz hrabinę Flandrii i jednocześnie matkę króla Belgów.
Siostry jej dziadka, wielkiego księcia Badenii, były: królową Szwecji i cesarzową Rosji.
Była spowinowacona z Napoleonem Bonaparte, który adoptował jej babkę, będąc ojczymem jej dalszych kuzynek.

### Potomkowie
| Dzieci                         | Wnuki                                                       | Prawnuki                   |
| Ludwik II, książę Monako       | Charlotte, księżna Valentinois                              | Antoinette, baronowa Massy |
| Ludwik II, książę Monako       | Charlotte, księżna Valentinois                              | Rainier III, książę Monako |
| Maria, księżna von Fürstenberg |                                                             |                            |
| Jerzy, książę Tolna            | Jerzy, książę Tolna                                         | książę Tasziló z Tolna     |
| Jerzy, książę Tolna            | Jerzy, książę Tolna                                         | książę Jerzy z Tolna       |
| Jerzy, książę Tolna            | Aleksandra, księżna zu Hohenlohe-Waldenburg-Schillingsfürst |                            |
| Jerzy, książę Tolna            | Karola, baronowa Gautsch von Frankenthurn                   |                            |

## Tytuły
| Od               | Do               | Tytuł                                            |
| ---------------- | ---------------- | ------------------------------------------------ |
| 11 grudnia 1850  | 21 września 1869 | lady Maria Wiktoria Douglas-Hamilton             |
| 21 września 1869 | 3 stycznia 1880  | Jej Książęca Wysokość Dziedziczna Księżna Monako |
| 3 stycznia 1880  | 2 czerwca 1880   | lady Maria Wiktoria Douglas-Hamilton             |
| 2 czerwca 1880   | 21 czerwca 1911  | hrabina Maria Wiktoria Festetics de Tolna        |
| 21 czerwca 1911  | 14 maja 1922     | księżna Maria Wiktoria Festetics de Tolna        |